# Nikolas Ledgerwood
Nikolas Ledgerwood (* 16. Januar 1985 in Lethbridge, Alberta) ist ein ehemaliger kanadischer Fußballspieler, der aktuell als Co-Trainer tätig ist.

## Verein
Ledgerwood wechselte am 1. Juli 2003 von Calgary Storm zum TSV 1860 München. Dort spielte er zunächst bei den Junioren und in der II. Mannschaft in der Regionalliga Süd. Anfang 2006 rückte Ledgerwood in den Profikader auf.
Nach längerer Verletzungspause wurde er Anfang 2007 bis zum Saisonende an den Ligakonkurrenten Wacker Burghausen ausgeliehen, wo er 15 mal eingesetzt wurde und dabei ein Tor schoss. Gleichzeitig wurde sein Vertrag bei den Sechzgern bis 2009 verlängert. Von Sommer 2007 bis zum Ende seines Vertrages spielte Ledgerwood wieder bei den Löwen. Insgesamt kam er in seiner Zeit in München auf 52 Einsätze in U23, wo er ein Tor erzielen konnte, und 32 Spiele in der ersten Mannschaft, wo er ebenfalls einen Torerfolg verbuchen konnte.
Im Sommer 2009 wechselte Ledgerwood zum Zweitligisten FSV Frankfurt, wo er einen Einjahresvertrag mit Option auf ein weiteres Jahr unterschrieb. Nach eher mäßigen Leistungen des defensiven Mittelfeldspielers bei seinen ersten Spielen für die Bornheimer musste Ledgerwood wegen eines Innenbandrisses, den er sich beim Spiel in St. Pauli zugezogen hatte, mehrere Wochen pausieren und kam erst zum Ende der Hinrunde zu weiteren Einsätzen. Nach der Winterpause stand er, nachdem mit Mehić und Lagerblom beide Stammkräfte für die „Sechser“-Position verletzungsbedingt ausfielen, mehrmals in der Startformation des FSV. Beim Auswärtsspiel in Kaiserslautern am 6. März erzielte Ledgerwood per Kopf sein erstes Tor für den FSV – nach eigener Aussage der erste Kopfballtreffer seiner Karriere. Am 12. Juli 2010 unterschrieb er einen Vertrag beim Drittligisten SV Wehen Wiesbaden. Dort etablierte er sich im defensiven Mittelfeld und kam in seinem ersten Jahr regelmäßig zum Einsatz. Anfang Mai 2012 gab Wehen dann bekannt, dass der Vertrag von Ledgerwood nicht mehr verlängert werde und dieser in der Saison 2012/13 nicht mehr für den Verein auflaufen wird.
Mitte Juli 2012 wurde Ledgerwood vom schwedischen Zweitligisten Hammarby IF verpflichtet. Er unterschrieb einen Vertrag bis Ende Dezember 2013.
Nachdem er ab Dezember 2013 vereinslos war, wechselte er im Januar 2014 zum MSV Duisburg und unterschrieb einen Vertrag bis 30. Juni 2014.
Im Juli 2014 unterschrieb er beim damals in die Dritte Liga abgestiegenen Verein Energie Cottbus einen Vertrag bis Juni 2016, dieser wurde zum 31. Dezember 2015 aufgelöst.
Im Januar 2016 kehrte er nach Kanada zum NASL-Klub FC Edmonton zurück. Nach weiteren Wechseln zu den Calgary Foothills FC und dem Cavalry FC beendete er dort Ende Januar 2022 seine Spielerkarriere.
Aktuell ist er für den Cavalry FC als Co-Trainer tätig.

## Nationalmannschaft
Er gab sein Länderspieldebüt in der kanadischen A-Nationalmannschaft am 22. August 2007 im Spiel gegen Island 1:1. 2003 und 2005 gehörte er zum Aufgebot der kanadischen U-20-Auswahl bei den Weltmeisterschaften in den Vereinigten Arabischen Emiraten und den Niederlanden.